# Gle Lammayon
Gle Lammayon är en kulle i Indonesien.   Den ligger i provinsen Aceh, i den västra delen av landet, 1 700 km nordväst om huvudstaden Jakarta. Toppen på Gle Lammayon är 125 meter över havet.
Terrängen runt Gle Lammayon är varierad.Runt Gle Lammayon är det glesbefolkat, med 19 invånare per kvadratkilometer. I omgivningarna runt Gle Lammayon växer i huvudsak städsegrön lövskog.